# (5714) Krasinsky
(5714) Krasinsky est un astéroïde de la ceinture principale.

## Description
(5714) Krasinsky est un astéroïde de la ceinture principale. Il fut découvert le 14 août 1982 à Naoutchnyï par Nikolaï Tchernykh. Il présente une orbite caractérisée par un demi-grand axe de 3,13 UA, une excentricité de 0,20 et une inclinaison de 1,1° par rapport à l'écliptique.

## Compléments